# Tshane
Tshane est une ville du Botswana.